# Joan Kelly
Joan Kelly, conocida también como Joan Kelly-Gadol (29 de marzo de 1928-15 de agosto de 1982) fue una destacada historiadora estadounidense que escribió sobre el Renacimiento italiano, concretamente sobre Leon Battista Alberti. Entre sus obras más conocidas se encuentra el ensayo "¿Tuvieron las mujeres un Renacimiento?" publicado en 1977. El artículo desafió la historiografía contemporánea del Renacimiento, argumentando que el poder y la intervención de las mujeres disminuyeron durante la Edad Moderna.

## Biografía
Kelly nació en Brooklyn en 1928. Era  hija de George V. y Ruth (Jacobsen) Kelly. Se licenció en la Universidad de St John en 1953 y se doctoró en Historia por la Universidad de Columbia en 1963. Kelly fue miembro de la facultad de Historia del City College de la  Universidad Municipal de Nueva York desde 1956 hasta su muerte por cáncer en 1982.
Estuvo casada con Eugene Gadol hasta 1972 y con Martin Fleischer desde 1979 hasta su muerte.

## Trayectoria profesional
Kelly trabajó  como profesora en el City College desde 1956, cuando aún era estudiante de posgrado en Columbia. Una vez que obtuvo su doctorado, en 1963, fue ascendida a profesora adjunta y luego a profesora asociada en 1972, año en el que fue nombrada profesora titular.  
Su creciente implicación política en la década de 1960, en particular con la teoría marxista y el movimiento por los derechos civiles, llevó a Kelly a interesarse por la historia de las mujeres. Junto con Gerda Lerner, fundó el primer programa de máster en historia de las mujeres en el Sarah Lawrence College. También fue presidenta del Comité de Mujeres Historiadoras de la Asociación Histórica Estadounidense entre 1975 y 1977. De 1973 a 1974, fue copresidenta del Comité Coordinador de Mujeres en la Profesión Histórica, como parte de la sección de la ciudad de Nueva York. Además de estos cargos, también formó parte de los consejos asesores del Centro para el Estudio de las Mujeres y los roles sexuales de la Universidad de la Ciudad de Nueva York y de su editorial, Feminist Press. Recibió varios premios, entre ellos una beca Woodrow Wilson, 1953-54 y una beca junior de la Fundación Nacional para las Artes y las Humanidades, 1967-68.
En 1984, se publicó póstumamente una colección de ensayos de la autora, titulada Mujeres, historia y teoría.

## ¿Tuvieron las mujeres un Renacimiento?
En el ensayo de gran influencia “¿Tuvieron las mujeres un renacimiento? (enlace roto disponible en Internet Archive; véase el historial, la primera versión y la última)."(1977), Kelly analiza el papel de las mujeres en la sociedad renacentista y cuestiona la periodización  tradicional, afirmando que la experiencia histórica de las mujeres era diferente a la de los hombres, y que, mientras que las opciones de los hombres pueden haberse expandido durante el período del Renacimiento, a las mujeres les había ocurrido lo contrario. Basándose en la literatura contemporánea, Kelly argumentó que los conceptos de amor cortés llevaron a un mayor énfasis en la pasividad y la virginidad de las mujeres.
El argumento de Kelly rompió con la historiografía tradicional y alentó a otros historiadores de las mujeres y el género a reevaluar la periodización histórica a través de la lente de las experiencias de las mujeres.

## Homenaje
El premio en memoria de Joan Kelly, fundado en 1984, es otorgado anualmente por la Asociación Histórica Estadounidense "al libro de historia de las mujeres o teoría feminista que mejor refleje los elevados ideales intelectuales y académicos ejemplificados por la vida y obra de la autora".

## Otros textos
- Lerner, Gerda.  "Joan Kelly."  En Notable American Women: A Biographical Dictionary Completing the Twentieth Century, editado por Susan Ware, 336-338.  Cambridge, MA: Harvard University Press, 2004.